# Titus Veturi Grac Sempronià
Titus Veturi Grac Sempronià (llatí: Titus Veturius Gracchus Sempronianus), portava l'agnomen Sempronià i va ser un sacerdot romà. Formava part de la gens Semprònia, i era de la família dels Grac, d'origen plebeu.
Titus Livi diu que va ser àugur l'any 174 aC moment en què va substituir en aquestes funcions a Tiberi Semproni Grac que havia mort en el càrrec.